# Время в Таиланде
Таиланд использует часовой пояс UTC+7, без поправок на летнее время. Аббревиатура для Таиландского Стандартного Времени — «THA».
В 2001, тогдашний премьер-министр Таиланда Таксин Чиннават озвучил предложение по включении Таиланда в часовой пояс UTC+8, чтобы быть в одном часовом поясе с Сингапуром, Малайзией, Китаем, Гонконгом и Филиппинами. Этот план подвергся жесточайшей критике и был отклонён. 

## Календарь
В Таиланде в основном используется буддийский календарь, который на 543 года впереди григорианского.  
Согласно буддийскому календарю, начало летоисчисления приходится на год, когда Будда ушел в нирвану. Так, 2025 год соответствует 2568 году в Таиланде.

## Разница во времени с соседними странами
| Страна   | Разница во времени             |
| -------- | ------------------------------ |
| Камбоджа | Одинаковое время круглогодично |
| Лаос     | Одинаковое время круглогодично |
| Малайзия | +1 час круглогодично           |
| Мьянма   | −30 минут круглогодично        |